# Zalesie (Ełk)
Zalesie ist ein kleiner Ort in der polnischen Woiwodschaft Ermland-Masuren und gehört zur Gmina Ełk (Landgemeinde Lyck) im Powiat Ełcki (Kreis Lyck).

## Geographische Lage
Zalesie liegt im Osten der Woiwodschaft Ermland-Masuren, neun Kilometer nördlich der Kreisstadt Ełk (Lyck).

## Geschichte
Über Ursprung und Historie der Ortschaft Zalesie liegen keine Belege vor, so auch nicht über eine evtl. deutsche Vergangenheit bzw. einen deutschen Namen des Ortes. Möglich ist seine Entstehung erst nach 1945.
Zalesie ist eine Ortschaft der Gmina Ełk im Powiat Ełcki, vor 1998 zur Woiwodschaft Suwałki, seither zur Woiwodschaft Ermland-Masuren zugehörig.

## Kirche
Kirchlich gehört Zalesie zur katholischen Pfarrei Straduny im Bistum Ełk der Römisch-katholischen Kirche in Polen bzw. zur evangelischen Kirchengemeinde in Ełk, einer Filialgemeinde der Pfarrei Pisz (Johannisburg) in der Diözese Masuren der Evangelisch-Augsburgischen Kirche in Polen.

## Verkehr
Zalesie liegt westlich der polnischen Landesstraße 65 (einstige deutsche Reichsstraße 132) an einer Nebenstraße, die nach Rydzewo (Rydzewen, 1938 bis 1945 Schwarzberge) führt. Eine Bahnanbindung besteht nicht.